# 1997 en aéronautique
Chronologie de l'aéronautique
- 1993
- 1994
- 1995
- 1996
- 1997
- 1998
- 1999
- 2000
- 2001

Cet article présente les faits marquants de l'année 1997 en aéronautique.

## Événements
- 1er avril : ouverture à la concurrence du ciel européen.
- 15 juillet : premier vol de l'hydravion russe Beriev Be-103.
- 6 août : le Boeing 747-3B5 du vol 801 Korean Air, en provenance de Séoul s'écrase sur l'île de Guam, tuant 228 des 254 personnes à bord
- 14 août : premier vol de l'Airbus A330-200.
- 7 septembre : premier vol du Lockheed Martin F-22 Raptor (avion de présérie modifié par rapport au YF-22).
- 25 septembre : premier vol du Soukhoï Su-47 Berkut.
- 5 novembre : premier vol de l'avion léger Diamond DA40.
- 28 novembre : premier vol du CASA C-295
- 11 décembre : premier vol de l'hélicoptère Bell 427.